# Эллис, Робинсон
Робинсон Эллис (англ. Robinson Ellis; 5 сентября 1834, Барминг, район Мейдстон, графство Кент, Англия — 9 октября 1913, Оксфорд) — британский учёный, филолог-классик, педагог, профессор, член Британской академии.

## Биография
Образование получил в колледже Елизаветы (Elizabeth College) на острове Гернси, школе Рагби и Баллиол-колледже в Оксфорде.
С 1870 года читал лекции в Университетском колледже Лондона.
С 1883 по 1893 год преподавал в Оксфордском университете курс древнеримской литературы и латынь. В 1893 году сменил Генри Неттлшипа на посту профессора латыни.
Научно-литературная деятельность Р. Эллиса посвящена преимущественно древнеримским поэтам.
Известен исследованиями с 1859 года творчества поэта Древнего Рима Гая Валерия Катулла, стихи которого опубликовал (1867, 1878 и 1904), перевёл (1871) и снабдил обширными комментариями (1876 и 1889). В ходе своих исследований использовал ценную раннюю рукопись Катулла, названную Codex Oxoniensis.
Помимо многочисленных работ о других древнеримских поэтах, среди которых поэт-астролог Марк Манилий («Noctes Manilianae», 1891), можно также упомянуть его издание трудов древнеримского историка Веллея Патеркула (1898), Овидия (издание поэмы «Ibis», 1881) и христианскому поэту и писателю Ориенцию, текст которого Эллис издал в венском «Corpus scriptorum ecclesiasticorum Latinorum» (1887).